# خودرو زره‌پوش بازیابی ام۸۸
خودرو زره‌پوش بازیابی ام۸۸ (انگلیسی: M88 Recovery Vehicle) یک خودرو زره‌پوش بازیابی که هم‌اکنون توسط نیروهای مسلح ایالات متحده آمریکا مورد استفاده است.